# Ерменикьой
 Тази статия е за селото във Вилает Одрин.  За селото във вилает Истанбул вижте Ерменикьой (вилает Истанбул).  
Ерменикьой (на турски: Elmalı, Елмалъ) е село в Източна Тракия, Турция, Околия Узункьопрю, Вилает Одрин.

## География
Селото се намира на 20 километра югоизточно от Узункьопрю. От Одрин е отдалечено на 85 километра, от Родосто или Мраморно море – на 75 км.

## История
В XIX век Ерменикьой е българско село в Узункьоприйска кааза на Одринския вилает на Османската империя. Според „Етнография на вилаетите Адрианопол, Монастир и Салоника“, издадена в Константинопол в 1878 година и отразяваща статистиката на населението от 1873 година, Ерменикьой (Ermeni-keui) има 185 домакинства и 843 българи.
Според статистиката на професор Любомир Милетич в 1912 година в селото живеят 83 български екзархийски семейства или 475 души.
През 1903 учител в селското училище е художникът Христо Лозев.
При избухването на Балканската война в 1912 година двама души от Ермени кьой са доброволци в Македоно-одринското опълчение.
Българското население на Ерменикьой се изселва след Междусъюзническата война в 1913 година. Населението на Ерменикьой се заселва в Аджемлер, Ортакьой, Казанлък, Голяма Франга, Гайдахор, Сигмен и Телялкьой.

## Личности
Родени в Ерменикьой
- Ангел Стоянов, македоно-одрински опълченец, 30-годишен, 1 рота на 8 костурска дружина, убит при връх Говедарник на 6 юли 1913[6]
- Стоян Пандиев, македоно-одрински опълченец, 2 и 3 рота на 8 костурска дружина[7]